# Archives publiques du Minas Gerais

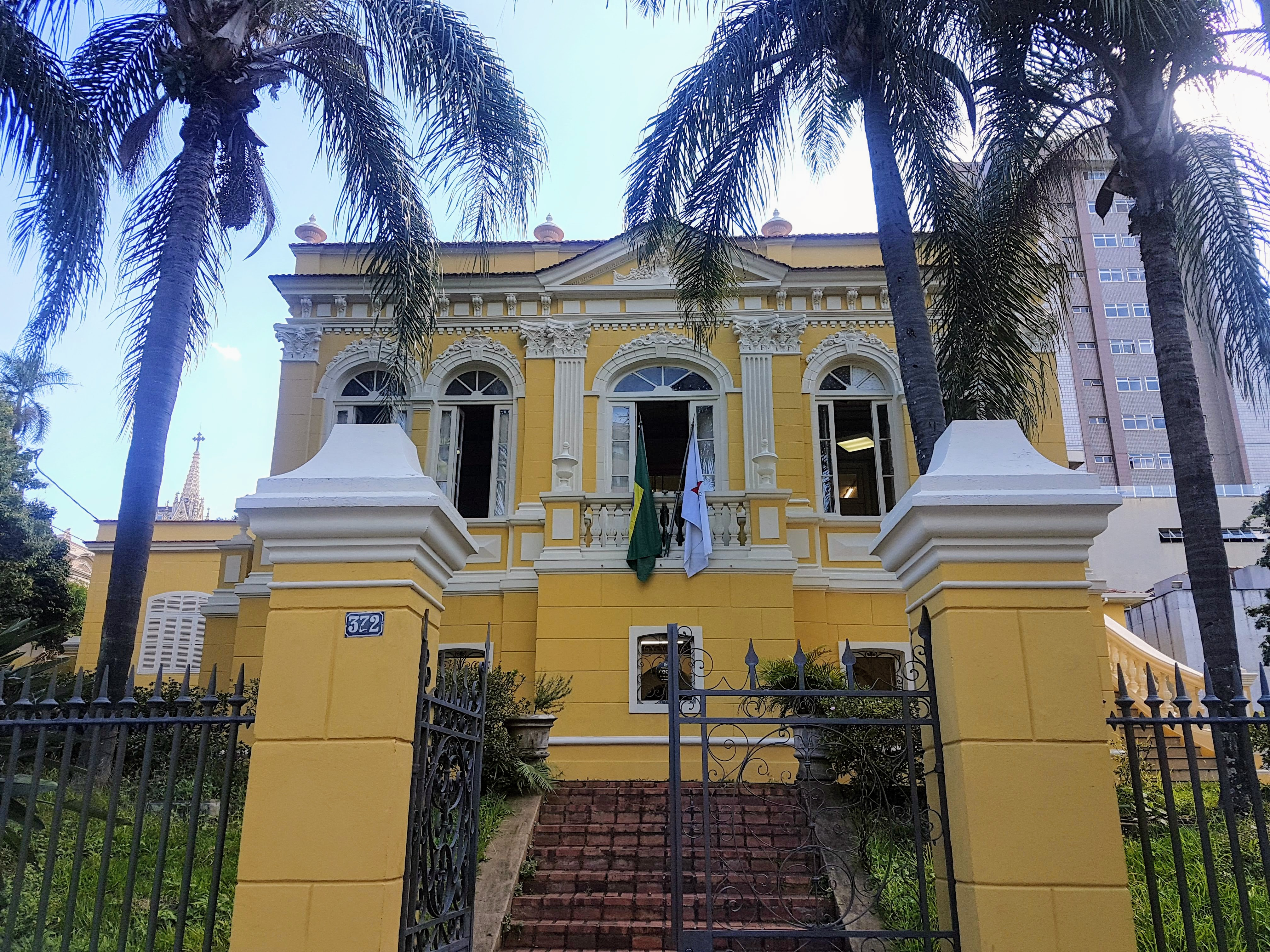
Façade des archives publiques du Minas Gerais

Les Archives publiques du Minas Gerais sont  créées par la loi minière n. 126, du 11 juillet 1895 sous l'administration du président de l'État Chrispim Jacques Bias Fortes. Sa collection sert de base à la création ultérieure du musée Mineiro, .
Les archives sont la plus ancienne institution culturelle de Minas Gerais.